# Seznam francoskih častnikov
Seznam francoskih častnikov.

## B
Pierre Henri Bunel - 

## C
Pierre Clostermann - 
Charles Augustin de Coulomb - 

## D
Pierre Daninos - 
René Descartes - 
Alfred Dreyfus - 

## F
Gustave Flourens - 
René Fonck - 
Georges Guynemer - 

## M
Étienne Louis Malus -
André Boniface Louis Riqueti de Mirabeau -

## P
Charles Piroth - 

## V
Pierre Gaultier de Varennes, Sieur de La Vérendrye - 